# Finnair Skywheel

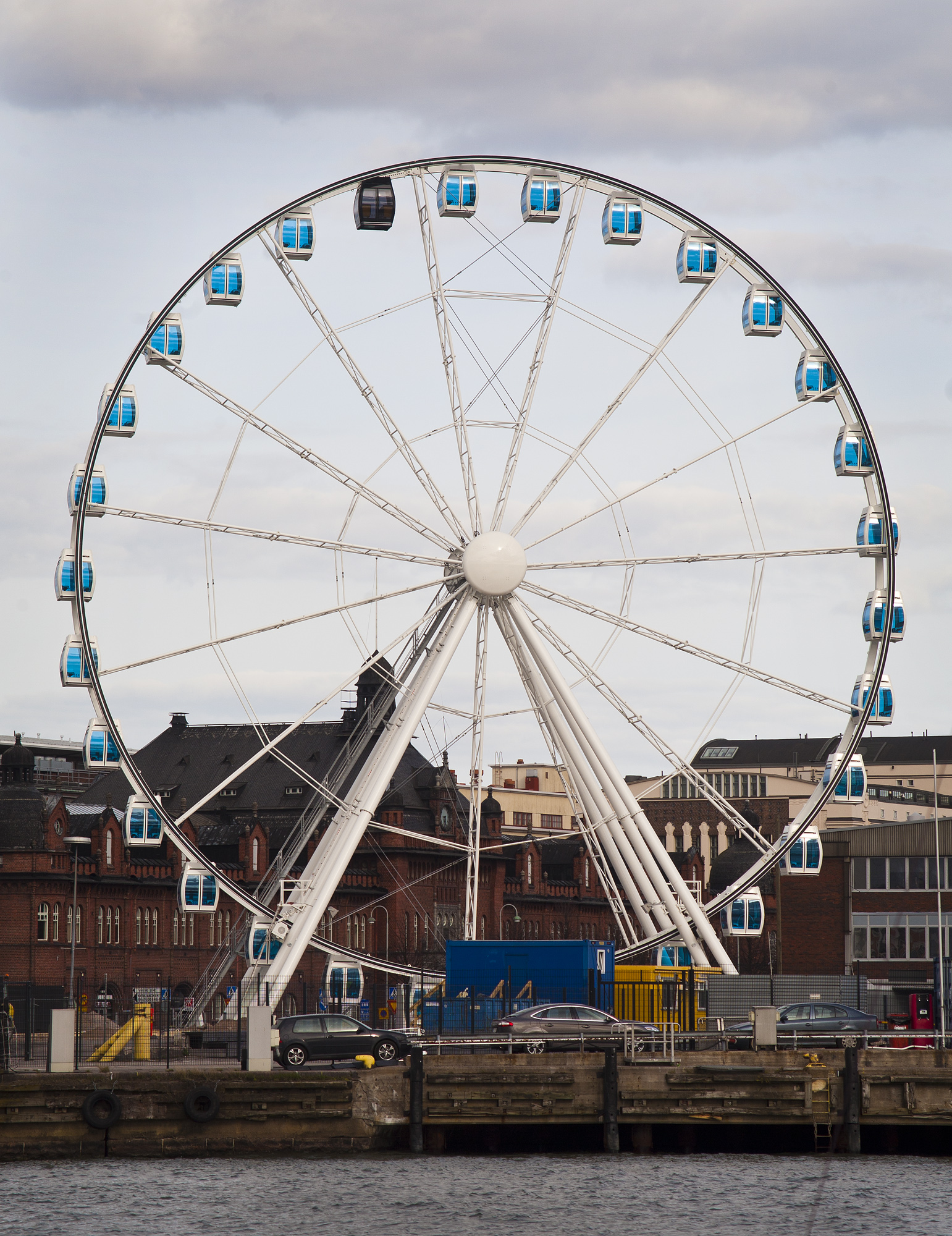
Finnair Skywheel

De Finnair Skywheel is een groot reuzenrad in de buurt van de markt van de Finse hoofdstad Helsinki. De attractie opende op 3 juli 2014 en wordt gesponsord door het Finse luchtvaartbedrijf Finnair. Het reuzenrad is gebouwd door het Nederlandse bedrijf Vekoma en is 40 meter hoog. Het heeft een klimaatregelingsysteem wat het mogelijk maakt om  de attractie het hele jaar te gebruiken inclusief periodes van koude.